# 玉造溫泉
35°25′03.6″N 133°00′34.2″E / 35.417667°N 133.009500°E
玉造溫泉是位於日本島根縣松江市玉湯町玉造地區的溫泉區，為「枕草子・三大名泉」之一；其不論是規模或是歷史，都是島根縣內最具代表性的溫泉區。溫泉泉質屬於硫酸鹽鹽化物泉，源泉溫度超過42度。
溫泉區主要分布於玉湯川沿岸，也是松江市內的主要觀光景點之一，區內許多溫泉旅館為數寄屋造風格的高級日式旅館。其中也有大眾浴池「玉造溫泉Yuyu」（玉造温泉ゆ〜ゆ）。
近年以「美肌溫泉」及周邊區域的出雲大社、八重垣神社、玉作湯神社的「結緣」為宣傳主軸，鎖定女性顧客為主要對象，甚至還有廠商以「玉造溫泉水」推出化妝品。

## 歷史
本地的溫泉早在8世紀完成的出雲國風土記即有記載，傳說是由日本神話中的神祇少彥名所發現。
由於其東側的過去即是著名的玉石產地，本地長期生產勾玉等玉製品，因而得名「玉造」。
在11世紀平安時代中期清少納言的隨筆集《枕草子》中，也將玉造溫泉與有馬溫泉、榊原温泉並列，因而成為「枕草子・三大名泉」之一。
17世紀江戶時代後松江藩藩主將此建有別莊，以做為靜養的場所，松江藩也在此地還設置了「湯之介」的職務負責管理本地的溫泉。

## 照片集

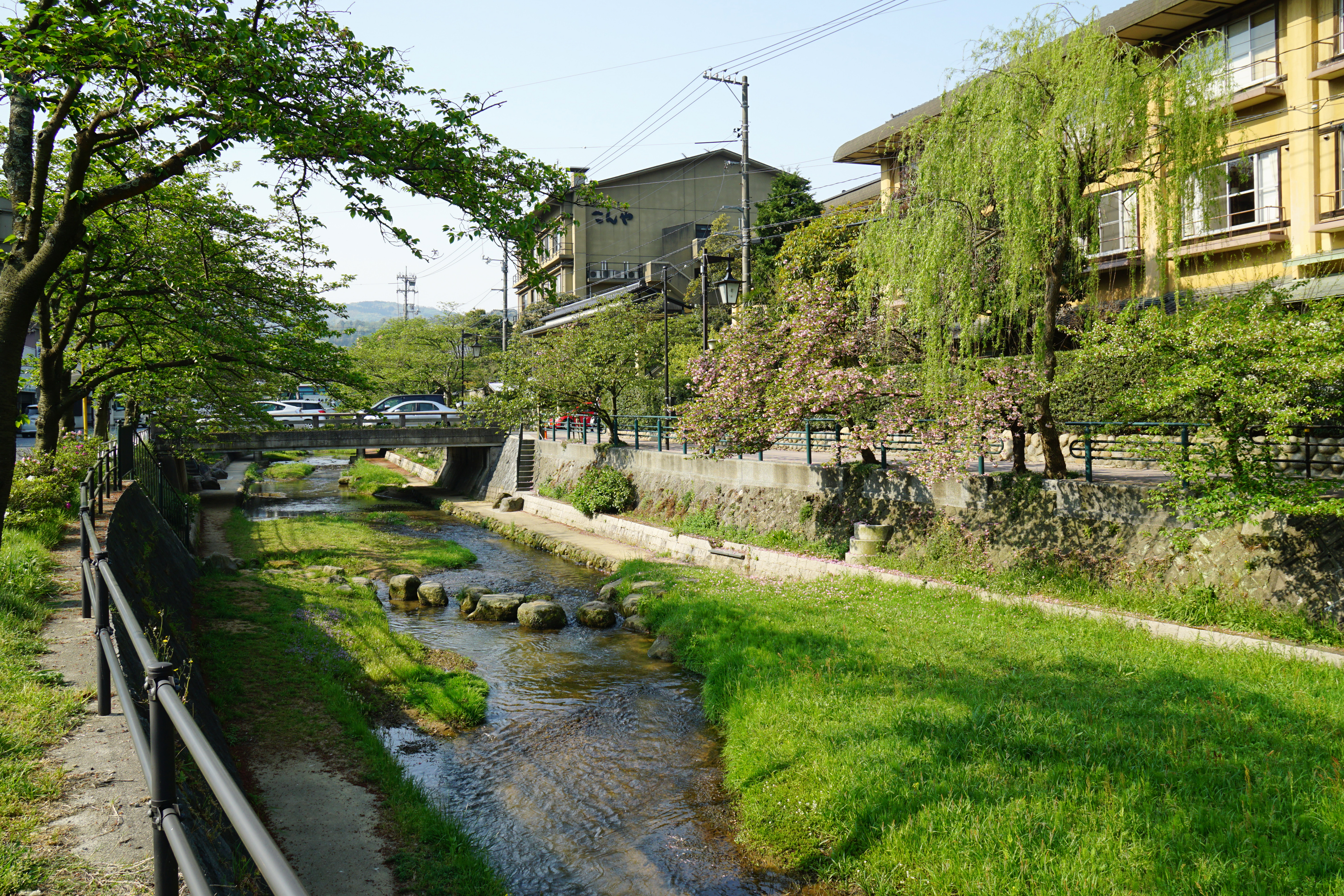
春季的玉造溫泉及玉湯川
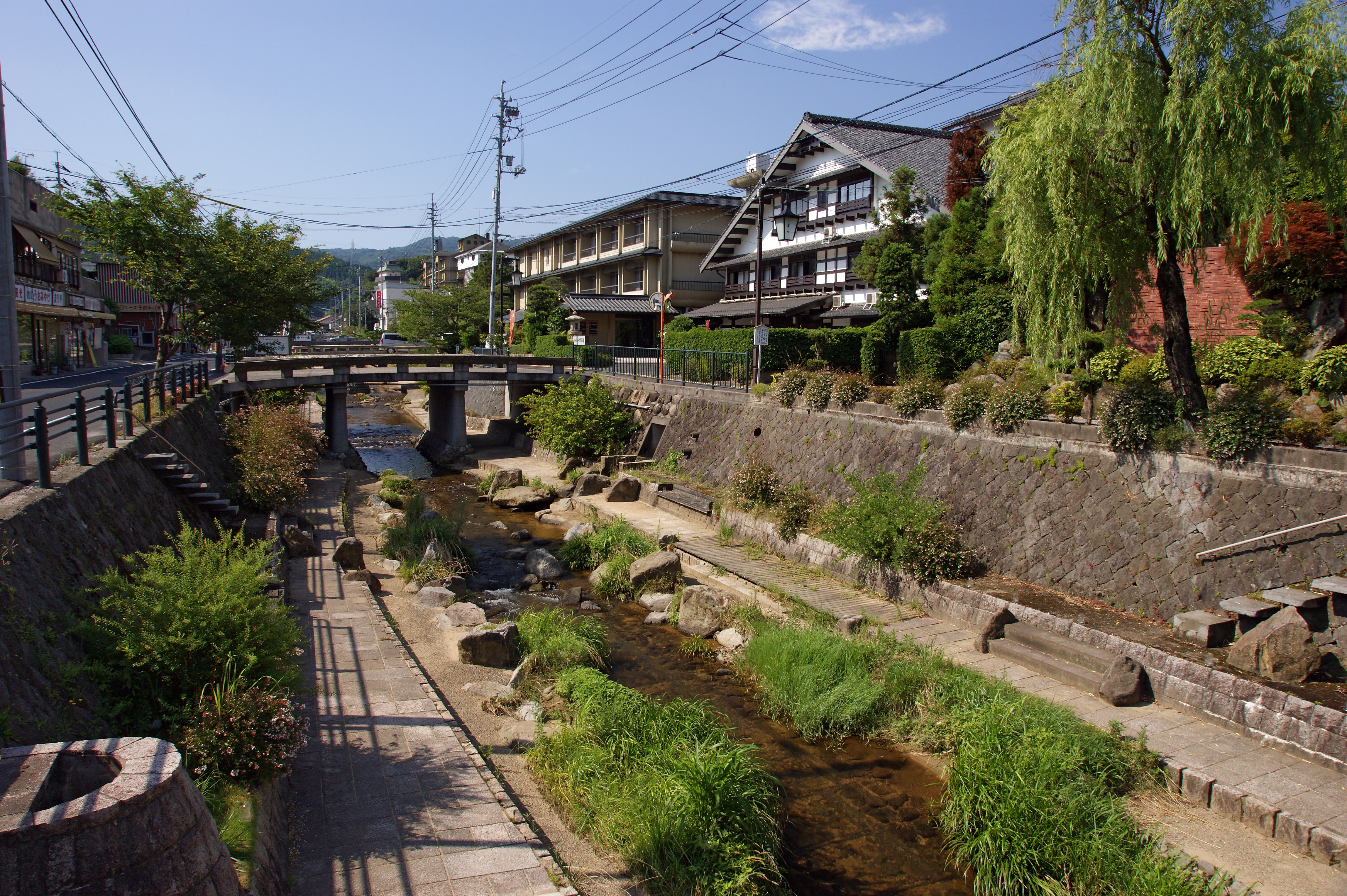
夏季的玉造溫泉及玉湯川
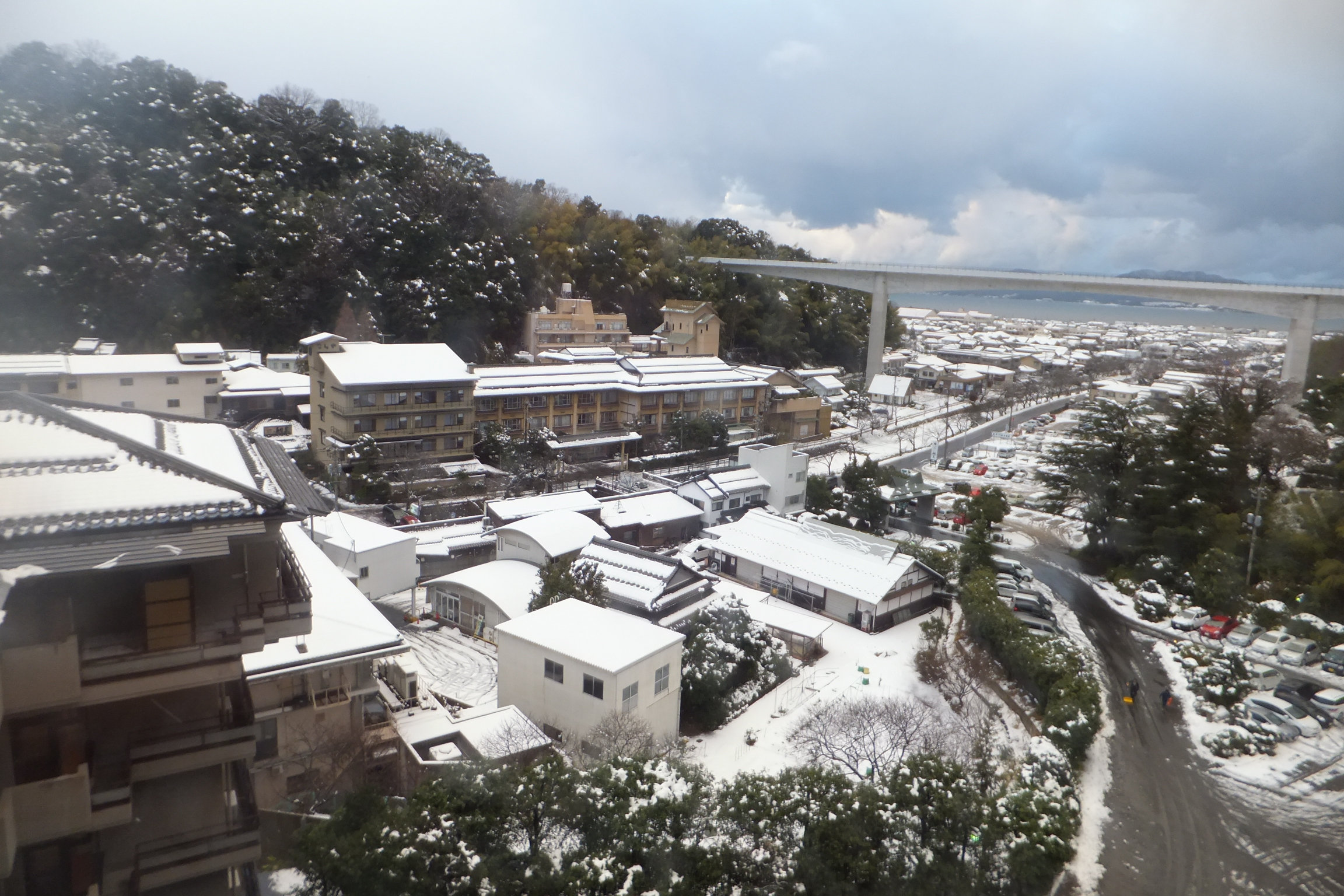
冬季的玉造溫泉
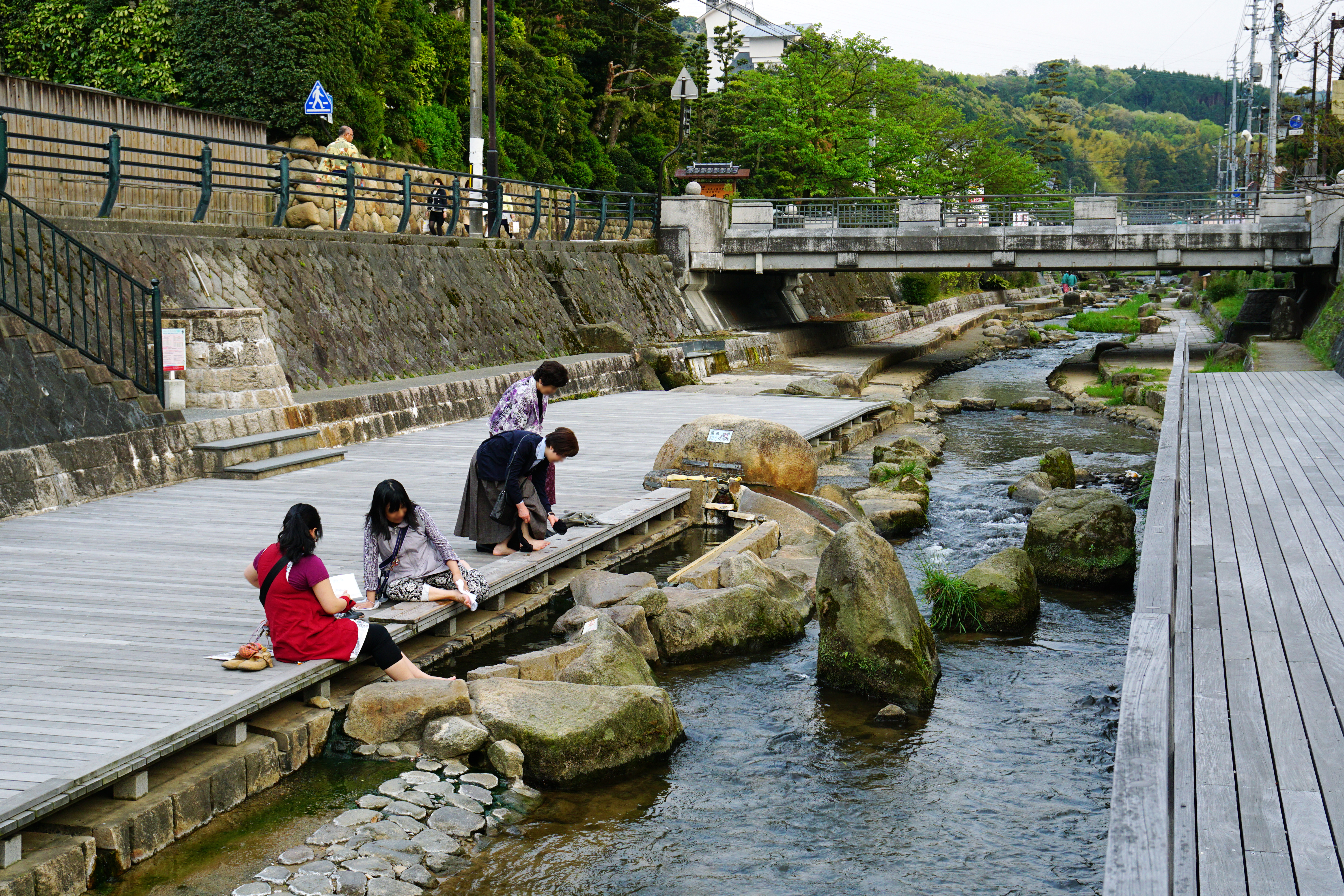
玉造溫泉區的玉湯川河岸的足湯

## 備註
1. ↑  原文為：，其中的被認為可能是現在現在三重縣的榊原溫泉外，也有人認為可能是位於和歌山縣的湯之峰溫泉（日语：湯の峰温泉）或長野縣的別所溫泉（日语：別所温泉）。

## 外部連結
- （日語） 玉造溫泉官方網頁 （页面存档备份，存于）
  - （繁體中文） 玉造溫泉官方網頁 （页面存档备份，存于）
- （日語） 玉造溫泉的Facebook專頁
- （日語） 玉造溫泉 姬神女孩的Instagram帳戶
- （日語） 玉造指引的X（前Twitter）
- （日語） YouTube上的玉造溫泉（島根縣）觀光情報戰・玉造指引頻道